# Граф Оксфорд

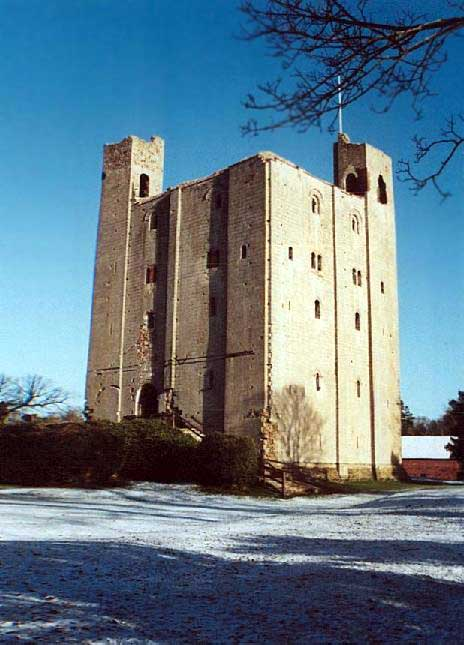
Замок Гедінгем в Ессексі, резиденція графів Оксфорд

Граф Оксфорд (англ. Earl of Oxford) — один з найстаріших графських титулів Англії. Упродовж п'яти з половиною століть цим титулом володіли представники дому де Вер (англ. de Vere). Найвідомішим носієм титулу був, імовірно, Едвард де Вер, 17-й граф Оксфорд, який, за однією з версій, є справжнім автором творів Вільяма Шекспіра. До 16 січня 2011 року титул графа Оксфорду й Асквіту належав Джуліану Асквіту (1916—2011), онуку прем'єр-міністра Великої Британії Герберта Генрі Асквіта. Після смерті Джуліана Асквіта титул перейшов до його старшого сина Реймонда Асквіта (нар. 1952).
Резиденцією графів Оксфорд з роду де Вер був ранньонормандський замок Гедінгем в Ессексі. Штаб-квартира сучасних графів Оксфорду й Асквіту знаходиться у місті Фром, Сомерсет.

## Список графів Оксфорд
- Обрі де Вер, 1-й граф Оксфорд (бл. 1110—1194);
- Обрі де Вер, 2-й граф Оксфорд (пом. 1214), син попереднього;
- Роберт де Вер, 3-й граф Оксфорд (пом. 1221), брат попереднього;
- Г'ю де Вер, 4-й граф Оксфорд (бл. 1208—1263), син попереднього;
- Роберт де Вер, 5-й граф Оксфорд (1240—1296) (титул конфісковано 1265 року, невдовзі відновлено), син попереднього;
- Роберт де Вер, 6-й граф Оксфорд (1257—1331), син попереднього;
- Джон де Вер, 7-й граф Оксфорд (1312—1360), племінник попереднього;
- Томас де Вер, 8-й граф Оксфорд (1337—1371), син попереднього;
- Роберт де Вер, 9-й граф Оксфорд (1362—1392) (титул конфісковано 1388 року), син попереднього;
- Обри де Вер, 10-й граф Оксфорд (1340—1400) (титул відновлено 1393 року), дядько попереднього;
- Річард де Вер, 11-й граф Оксфорд (1385—1417), син попереднього;
- Джон де Вер, 12-й граф Оксфорд (1408—1462), син попереднього;
- Джон де Вер, 13-й граф Оксфорд (1442—1513) (титул конфісковано 1475 року, відновлено 1485 року), син попереднього;
- Джон де Вер, 14-й граф Оксфорд (1457—1526), племінник попереднього;
- Джон де Вер, 15-й граф Оксфорд (1482—1540), двоюрідний брат попереднього;
- Джон де Вер, 16-й граф Оксфорд (1516—1562), син попереднього;
- Едвард де Вер, 17-й граф Оксфорд (1550—1604), син попереднього;
- Генрі де Вер, 18-й граф Оксфорд (1593—1625), син попереднього;
- Роберт де Вер, 19-й граф Оксфорд (1575—1632), двоюрідний дядько попереднього;
- Обрі де Вер, 20-й граф Оксфорд (1627—1703), син попереднього.

## Список графів Оксфорд і графів Мортімер

Герб дому Харлі

Герб дому Асквіт

- Роберт Харлі, 1-й граф Оксфорд і граф Мортімер (1661—1724);
- Едвард Харлі, 2-й граф Оксфорд і граф Мортімер (1689—1741), син попереднього;
- Едвард Харлі, 3-й граф Оксфорд і граф Мортімер (1699—1755), двоюрідний брат попереднього;
- Едвард Харлі, 4-й граф Оксфорд і граф Мортімер (1726—1790), син попереднього;
- Едвард Харлі, 5-й граф Оксфорд і граф Мортімер (1773—1849), племінник попереднього;
- Альфред Харлі, 6-й граф Оксфорд і граф Мортімер (1809—1853), син попереднього.

## Список графів Оксфорд і Асквіт
- Герберт Генрі Асквіт, 1-й граф Оксфорд і Асквит (1852—1928);
- Джуліан Едвард Джордж Асквіт, 2-й граф Оксфорд і Асквіт (1916—2011), онук попереднього.
- Реймонд Бенедикт Бартоломью Майкл Асквіт, 3-й граф Оксфорд і Асквит (нар. 1952), старший син попереднього.